# Estación de Pocinho
La Estación Ferroviaria de Pocinho, también conocida como Estación de Pocinho, es una infraestructura de las Líneas del Sabor y Duero, que sirve a la localidad de Pocinho, en el ayuntamiento de Vila Nova de Foz Côa, en el Norte de Portugal.

## Historia

### Inauguración
Pocinho vio llegar el ferrocarril el 10 de enero de 1887, con la apertura del tramo ferroviario entre la estación de Túa y la de Pocinho, en lo que sería la penúltima fase de la construcción de la línea del Duero.
El 17 de septiembre de 1911, Pocinho entraba en la lista de estaciones de vías estrechas del Duero, con la inauguración del tramo de 33 km que marcaban el inicio de la Línea del Sabor. Esta nunca llegaría a su destino término, la ciudad de Miranda do Douro, debido a la falta de fondos para los ferrocarriles, contando esta línea con 105 km hasta la población de Dos Iglesias, en las puertas de la ciudad diocesana, a donde llegó en 1938. Usada sobre todo para asegurar el suministro de hierro de las Minas del Reboredo en sus últimos años de explotación, hasta su cierre el 1 de agosto de 1988.

### Declive
La línea del Duero también se vio sometida a cierres, aunque parcialmente (la del Sabor fue integralmente abandonada), el 18 de octubre de 1988, entre Pocinho y Barca de Alba, dejando la estación de Pocinho como la estación de término de línea. Continúa siendo hoy en día la estación terminal de la Línea del Duero. Sin embargo, es voluntad de los gobiernos del Río Duero que se reabra la línea hasta Barca de Alba, para lo que cuentan con igual voluntad de reapertura del lado español, entre Barca de Alba y Boadilla, donde la vía se une a la línea Vilar Formoso - Salamanca, para la reapertura de las conexiones internacionales de Porto a esta última ciudad.

## Características

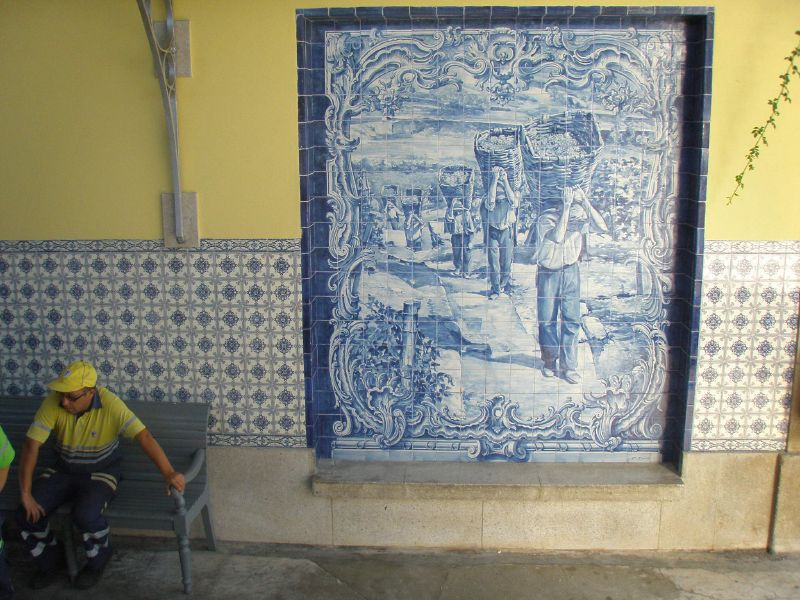
Panel de azulejos, en la plataforma de pasajeros de la estación

### Localización y accesos
La Estación se encuentra junto a la localidad de Pocinho, con acceso por la Calle de la Estación

### Descripción física
En enero de 2011, poseía 2 vías de circulación, ambas con 817 metros de longitud, y dos plataformas, con 139 y 42 metros de longitud, y 35 centímetros de altura; tenía, así mismo, un equipamiento de información al público, prestado por la Red Ferroviaria Nacional. En el mes de octubre de 2003, ya tenía el sistema de información al público, y se efectuaba, en esta estación, los servicios de tratamiento de mercancías, maniobras, y limpieza de vagones y vagonetas, prestados por la Red Ferroviaria Nacional. En junio de 2007, también tenía un servicio de abastecimiento de agua, y, en octubre de 2004, presentaba la clasificación E de la Red Ferroviaria Nacional.

### Servicios
En mayo de 2011, esta estación era servida por convoyes Interregionales de la operadora Comboios de Portugal.